# Caspoli
Caspoli is een plaats (frazione) in de Italiaanse gemeente Mignano Monte Lungo.